# SpVg Olpe
Koordinaten: 51° 1′ 57,3″ N, 7° 50′ 8,8″ ODie Spielvereinigung Olpe wurde am 15. Mai 1919 in einem Hotel in Olpe gegründet. Die erste Mannschaft spielt seit dem Abstieg im Jahre 2018 in der Landesliga Westfalen 2. Heimspiele trägt der Verein im Kreuzberg-Stadion aus, das 7.500 Zuschauern Platz bietet.

## Geschichte
Nach der Vereinsgründung im Jahr 1919 spielte der Verein in den oberen Ligen der damaligen regional organisierten Fußballabteilungen. 1926 entstand die vereinseigene Platzanlage Sportplatz auf dem Kreuzberg. 1951 gelang der Aufstieg in die Landesliga Westfalen, die nach der Oberliga West und der 1949 gegründeten 2. Liga West die dritthöchste Spielklasse war.
1959 nahm man am Westdeutschen Pokal teil, unterlag aber Borussia Dortmund. Nach Jahren auf Bezirksebene schaffte man 1977 den ersehnten Aufstieg in die Landesliga, nachdem man diesen in den Jahren zuvor häufig nur knapp verpasst hatte. Im Jahr darauf gelang der direkte Aufstieg in die Verbandsliga Westfalen. Als der Verein in den 1980er Jahren vor dem finanziellen Ruin stand, spielte er jahrelang in unteren Klassen, bis 2008 nach 30 Jahren wieder der Aufstieg in die Verbandsliga geschafft wurde.
In der Saison 2011/12 stieg der Verein nun aus der Westfalenliga 2 jedoch wieder in die Landesliga ab. Zwei Jahre später wurden die Olper Vizemeister, bevor 2015 der Wiederaufstieg gelang. Drei Jahre später ging es wieder runter in die Landesliga.

## Ehemalige Trainer
- Irfan Buz[3]
- Ottmar Griffel
- Ingo Peter
- Gerd vom Bruch